# Siddharta Gautama
Siddhartha Gautama (sanskrit: सिद्धार्थ गौतम Siddhārtha Gautama) født ca. 563 f.Kr. i Lumbini, død 483 f.Kr. i Kushinagar) var en filosof, der blev kendt som Buddha og stifter af verdensreligionen buddhismen.
Viden om den historiske Buddha bygger på legender, hvoraf Buddhalegenden er den mest kendte. Indholdet af legenden har ringe historisk værdi, men stor religiøs og symbolsk værdi. På baggrund af legenderne kan Buddhas liv inddeles i fire faser: 1) tiden som prins, 2) tiden som asket, 3) oplysningen og 4) tiden som forkynder.

## Prins
Buddha blev født omkring 563 f.Kr. i Lumbini, som ligger i det nuværende Nepal tæt på grænsen til Indien. Han bar adelsnavnet Gautama. Forældrene var kong Suddhodhana og dronning Maya. Ved fødslen spåede hindupræster, at Buddha enten skulle blive en verdenshersker, hvis han valgte at leve som husfader, eller en verdensfrelser (buddha), hvis han forsagede verden.
Buddha levede en beskyttet barndom i stor rigdom, og kong Suddhodhana, der ønskede, at sønnen skulle blive en verdenshersker, afskar ham fra de ting fra virkeligheden, som kunne få ham til at trække sig tilbage fra livet.

## Askese
Som 29-årig så Buddha for første gang en olding,  og senere en syg mand, og senere en død mand. Han indså derved, at det liv, han hidtil havde levet, var en illusion, og at det virkelige liv var fuld af lidelse. Da han mødte en tiggermunk, besluttede han, at han ligesom munken ville praktisere strenge bodsøvelser og askese.
Gennem seks år boede Buddha i skoven og spiste i perioder kun ét riskorn om dagen; til sidst besvimede han af træthed. Dette førte ham til erkendelsen af, at hverken den totale begærsopfyldelse, som han havde fået i sin faders palads, eller den totale forsagelse, som dannede grundlag for askesen, var vejen til frelse. Det var derimod den gyldne middelvej.

## Oplysning
Som 35-årig besluttede Buddha at meditere i skyggen af et bo-træ (af samme art som figentræet) indtil han nåede den fuldkomne oplysning. Han modstod Maras fristelser, og endelig erkendte han sine tidligere tilværelser og årsagskæden. Derved blev han en buddha, der betyder “den, som er vågnet.”

## Forkyndelse
Efter at have nået den fuldkomne oplysning drog Buddha rundt i Nordindien og forkyndte sin lære om, hvordan man frelser sig selv. Grundlæggende i Buddhas lære er de fire ædle sandheder, der handler om lidelsen og vejen ud af lidelsen: at følge den ædle ottefoldige vej, som fører til fuldkommen erkendelse og nirvana. 
Undervejs stiftede han munke- og nonneordenen sangha. I cirka 483 f.Kr. døde han i Kushinagar og opnåede derved parinirvana.

## Flere legender
En legende siger, at efter Siddharta døde og nåede nirvana – med andre ord: trådte ud af genfødslernes cirkel – skulle han brændes på et ligbål, som det var skik dengang i landet. Da bålet var brændt ned, lå der i asken tre dele fra hans jordiske hylster (krop): hans pandelok, et nøgleben (kraveben) samt en kindtand. Om denne tand siges det, at den befinder sig som et relikvie på Sri Lanka, i "Tandens Tempel" i byen Kandy. Hvert 10. år tages tanden ud af templet og vises frem i en stor, højtidelig og festlig procession med elefanter gennem byen. Kun ganske få europæere har set denne Siddhartas kindtand. Det siges, at den er meget stor eller lang, men at det godt kan stemme, da menneskenes tænder dengang for 2.500 år siden godt kunne have set sådan ud.
En anden genstand fra Siddhartas tid siges at befinde sig på øen Sri Lanka, nemlig et bo-træ, som skulle stamme fra en gren eller kvist af det selvsamme træ, som Siddharta sad under, da han nåede den fuldkomne oplysning, mens kobraslanger med udspilet nakke beskyttede ham mod regn. 
Træet blev smuglet til Sri Lanka og plantet på en bestemt lokalitet et sted ca. midt på Sri Lankas vestkyst, som altså nu er et helligt sted, hvortil Sri Lankas buddhister valfarter. Engang i midten af 1900-tallet blev nogle engelske botanikere sendt til parken på Sri Lanka, hvor træet står, og deres undersøgelser viste ganske rigtigt, at træet kunne være ca. 2.500 år gammelt. I 1980'erne måtte det have metalstænger opstillet for at understøtte nogle af de lange grene, der ellers truede med at brække af.